# 輪之內町
輪之內町（日语：／ Wanouchi chō */?），為岐阜縣西部安八郡所屬的町。

## 地理

### 河川
揖斐川、長良川、大榑川、牧田川

### 鄰接的自治體
- 大垣市
- 羽島市
- 海津市
- 安八郡安八町
- 養老郡養老町

## 歷史

### 沿革
- 1954年（昭和29年），仁木村、福束村、大薮町等被併入到輪之内町。
- 2004年（平成16年），脫離「西濃圏域合併協議會」。

## 歷任町長
- 國枝敬二
- 田中秀央
- 淺野擴
- 菱田薫
- 增田博
- 中島司郎
- 宮川勉（1991年～1995年、1任）
- 渡辺勉（1995年4月30日～2007年4月29日、3任）
- 澀谷桂一（原應於2007年4月30日上任，在同年4月22日的選戰中當選，但在就任前，因違反日本公職選舉法而被逮捕）
  - 小見山剛（町長職務代理者）（2007年4月30日～6月24日）
- 木野隆之（2007年6月24日～現任）

## 教育

### 中學
- 輪之内町立輪之内中学校

### 小學
- 輪之内町立仁木小学校
- 輪之内町立大藪小学校
- 輪之内町立福束小学校

## 交通
- 沒有鐵路，最近的鐵道車站鉄是大垣車站。

### 聯外道路
- 国道258号（日语：国道258号）
- 岐阜県道30号羽島養老線
- 岐阜県道23号北方多度線（日语：岐阜県道・三重県道23号北方多度線）
- 岐阜県道219号安八平田線
- 岐阜県道220号安八海津線
- 岐阜県道232号今尾大垣線

## 外部連結
- 輪之内町 （页面存档备份，存于）